# Waroona
Waroona è una città situata nella regione di Peel, in Australia Occidentale; essa si trova 110 chilometri a sud di Perth ed è la sede della Contea di Waroona. Al censimento del 2006 contava 1.864 abitanti.